# Forsa IF
Forsa IF är en idrottsförening i Forsa socken i Hudiksvalls kommun i Hälsingland som bildades 1919. Föreningen sammanslogs 1921 med en annan sockenförening, nämligen Forsså Bruks IF, bildad 1909. De grenar som utövats i Forsa IF genom tiderna är fotboll, längdåkning, orientering och friidrott. Numera utövas endast längdskidor och fotboll. Föreningen har två herrlag (som 2025 spelade i division 5 respektive division 6) samt ett damlag. Fotbollslagets hemmaplan heter Åkernäsparken och har en gång haft en läktare med tak men den brann upp. Nu finns en annan läktare fast utan tak.